# Piața Unirii din Iași
Piața Unirii (înainte mai era cunoscută ca Piața Veseliei) din Iași este locul unde s-a jucat pentru prima dată Hora Unirii în anul 1859, înainte chiar ca numele colonelului Alexandru Ioan Cuza să fie câștigător în alegeri, în mod unanim, la Iași și la București. Aici se intersectează trei mari artere istorice ale orașului, respectiv bulevardul Ștefan cel Mare (fostă Ulița Mare), strada Alexandru Lăpușneanu (fostă Ulița Sârbească) și strada Cuza Vodă (fostă Golia). Aici se află Statuia lui Alexandru Ioan Cuza din Iași, Grand Hotel Traian, Hotel Unirea, Palatul Braunstein. În fiecare an aici este amplasat un brad de Crăciun.

## Istoric
Un cititor al gazetei Ecoul Moldovei  a propus pentru prima oară amenajarea unei piețe pentru comemorarea manifestațiilor care au avut loc. Primăria Iași a început demersurile în anul 1896. Pentru a realiza piața a fost necesară exproprierea și demolarea clădirilor dintre fostul Han și Spitalul Sfântul Spiridon. Pentru prima oară în anul 1857 în fața hanului Petrea Bacalu la intersecția străzilor Arcu, Golia (Cuza Voda) și Tălpălari (Săulescu) s-a dansat Hora Unirii (astăzi parcarea Cinema Victoria). Mai târziu în anul 1859 pe data de 24 ianuarie după dubla alegere a Domnitorului Alexandru Ioan Cuza. Muzica a fost compusă de Alexandru Flechtenmacher, iar versurile de Vasile Alecsandri pentru Hora Unirii. Pe locul hotelului Grand Hotel Traian se aflau niște clădiri nesemnificative care aparțineau primarului Scarlat Pastia. Atunci primarul a hotărât demolarea lor și construirea unor clădiri pentru a găzdui Teatrul Național.

## Evenimente
Aici se sărbătorește Ziua Unirii Principatelor Române în fiecare an pe 24 ianuarie.